# ماركوس استيبان كيروغا
ماركوس استيبان كيروغا (بالإسبانية: Marcos Esteban Quiroga)‏ هو لاعب كرة قدم أرجنتيني، ولد في 16 يونيو 1988. لعب مع Naval de Talcahuano ‏.

## وصلات خارجية
- ماركوس استيبان كيروغا على موقع قاعدة بيانات كرة القدم.إي يو (الإنجليزية)
- ماركوس استيبان كيروغا على موقع Soccerway.com (الإنجليزية)